# Confine tra Brasile e Guyana
Il confine tra il Brasile e la Guyana è un confine internazionale continuo 1605 km che separa il Brasile dalla Guyana, due paesi del Sud America.

## Tracciato

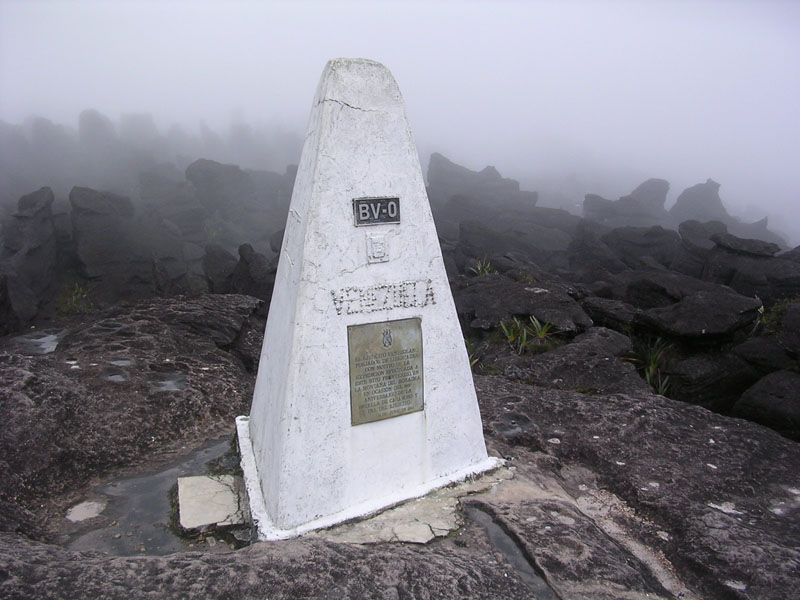
Triplice confine Brasile / Venezuela / Guyana sul Monte Roraima.

Il confine inizia sull'altopiano della Guyana dal triplice confine dove si incontrano il confine tra Brasile e Suriname, il confine tra Guyana e Suriname e quello tra Guyana e Brasile. Da lì corre verso ovest lungo lo spartiacque tra il bacino amazzonico e i fiumi della Guyana che sfociano direttamente nell'Atlantico (Essequibo, Corentyne) sulla Sierra Acari. Procede poi in direzione nord, unendosi al corso del Rio Tacutu e poi del suo affluente Ireng, dove si estende la savana Rupununi. Segue quindi la linea dello spartiacque, passando per i tepui, compreso il punto più settentrionale del Brasile, il monte Caburaí, fino al triplice confine sul monte Roraima, dove si unisce al confine tra Brasile e Venezuela ed a quello tra Guyana e Venezuela.

## Storia

Mappa che mostra i territori concessi al Brasile e al Regno Unito dopo la risoluzione sulla disputa del Pirara

La regione rimase isolata molto tempo dopo che gli europei iniziarono a colonizzare il Sud America. Mentre i portoghesi colonizzarono gradualmente i confini amazzonici, gli olandesi e poi i loro successori inglesi, risalirono i grandi fiumi della Guyana. Lo studioso prussiano Robert Hermann Schomburgk esplorò l'attuale area di confine a favore degli inglesi dal 1835 e nel 1842 discese il fiume Takutu fino alla sua confluenza con l'Ireng, proclamando che l'intera area adiacente apparteneva agli inglesi. Ciò provocò una rivendicazione da parte del Brasile, che fece ricorso a un arbitrato. Nel 1901 la controversia, nota come disputa del Pirara, fu sottoposta all'arbitrato dal sovrano d'Italia Vittorio Emanuele III, che nel 1904 attribuì 19.630 km² di territorio al Regno Unito e 13.570 km² di territorio al Brasile. La fissazione della delimitazione sui fiumi Takutu e Ireng diede agli inglesi un accesso al bacino amazzonico. A causa dell'imprecisione fatta sulla sorgente del fiume Cotingo nel 1884 durante la demarcazione del confine tra Brasile e Venezuela il 22 aprile 1926 si stabilì una leggera modifica del confine, dando al tracciato la forma attuale, che venne demarcata sul terreno da indicatori di confine tra il 1932 ed il 1939.

## Popolazioni e movimenti migratori
La presenza amerindia è molto importante in questa zona. Le diverse etnie (principalmente Macuxi, Pemon, Wapishana e Kapon) sono distribuite su entrambi i lati del confine che ha separato artificialmente i loro territori. Questo stato di fatto facilita i movimenti della popolazione. Le popolazioni di confine sono spesso migrate da un paese all'altro. Pertanto all'inizio del XX secolo, mentre il bacino del Rio Branco nel Roraima fu gradualmente colonizzato dai grandi proprietari terrieri brasiliani (fazendeiros) che stabilirono il lavoro forzato o pagato solo in natura, alcuni amerindi fuggirono in Guyana dove veniva praticato lo stesso tipo di allevamento estensivo del bestiame, ma dove le condizioni salariali e il livello di sviluppo in generale erano molto migliori. Poco dopo l'indipendenza della Guyana nel 1966, i fluissi si sono invertiti. In seguito all'insurrezione di Rupununi del gennaio 1969, fomentata dai grandi allevatori di origine europea sostenuti dai loro dipendenti amerindi e duramente repressa dall'esercito della Guyana, molti abitanti di Rupununi si rifugiarono in Brasile e anche in Venezuela. Successivamente, la cattiva gestione economica da parte del partito marxista al governo ha alimentato l'emigrazione in Brasile, che continua ancora oggi.

## Punti di attraversamento

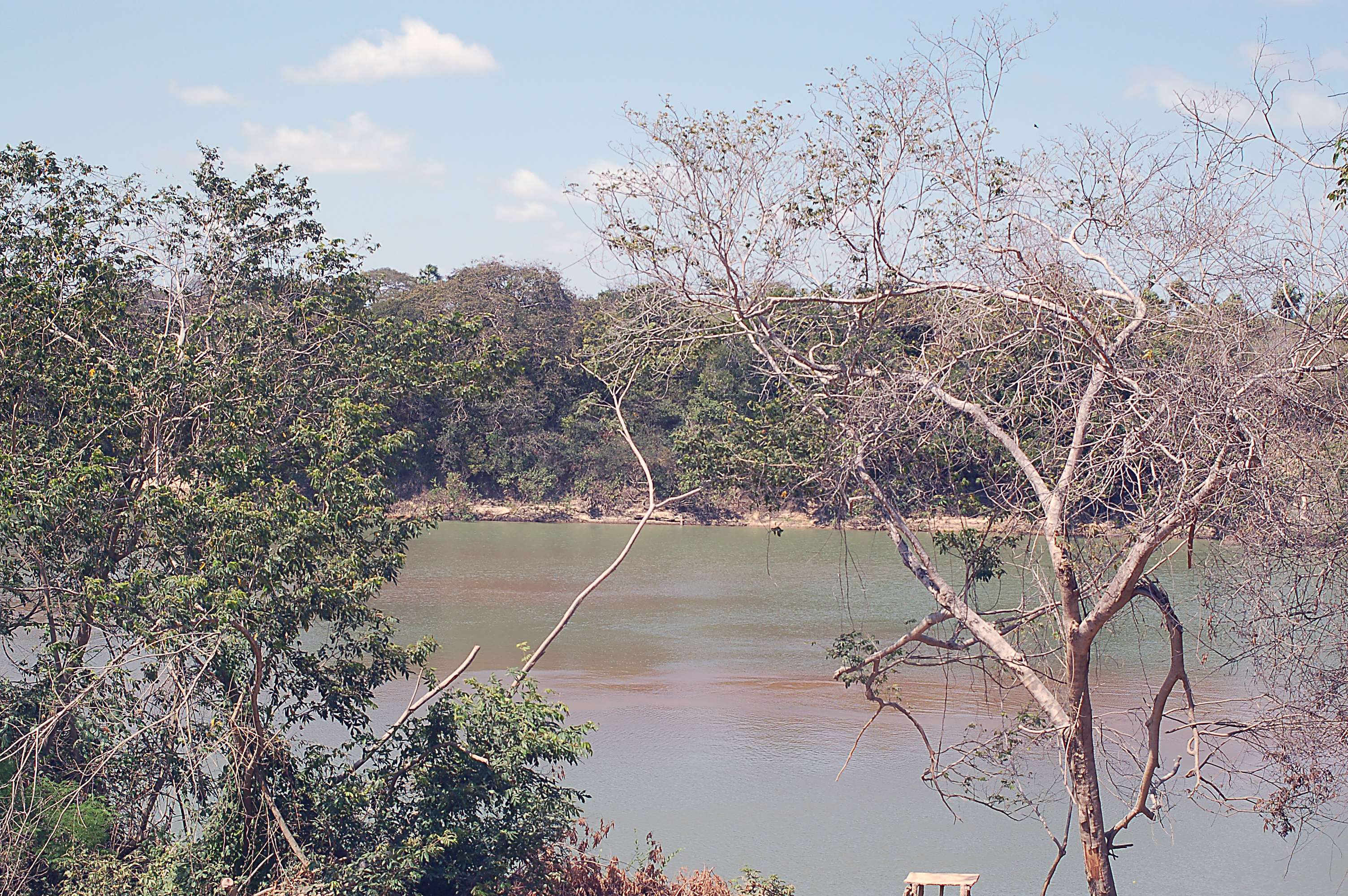
Il fiume Takutu a Lethem visto dal lato della Guyana.

Questo lungo confine è difficile da attraversare, essendo particolarmente difficile l'accesso nella parti collinari sia a est che a nord. Solo la parte centrale, pianeggiante e ricoperta di savane, è più favorevole al traffico. Il punto di attraversamento principale si trova a est del confine sul fiume Takutu tra le città guayanesi di Lethem e la città brasiliana di Bonfim. La costruzione di un ponte nel 2009 ha permesso di creare un asse Boa Vista - Georgetown, offrendo al Brasile un'apertura nell'area caraibica. Un percorso alternativo esiste più a nord tra il comune di Normandia e Good Hope.